# اوشتفورپومرن
اوشتفورپومرن (به آلمانی: Landkreis Ostvorpommern) یک ناحیه در آلمان است که در مکلنبورگ-فورپومرن واقع شده‌است. اوشتفورپومرن ۱۰۵٬۰۳۶ نفر جمعیت دارد.